# Zaglossus hacketti
Zaglossus hacketti je vyhynulý druh paježury ze západní Austrálie, který žil v období pleistocénu. Je znám jen z pár kostí. Dosahoval délky 1 metru a hmotnosti zjevně až 30 kg. Díky tomu je největším ptakořitným, jaký kdy žil. Kvůli nedostatku lebečních materiálů je umístění druhu do moderního rodu Zaglossus nejisté.

## Popis
Z. hacketti byl asi 1 metr dlouhý, 0,6 metru vysoký a až 30 kg vážící ptakořitný. Měl delší a rovnější nohy než kterákoli jiná z moderních paježur, díky nimž se mohl obratněji pohybovat v hustém porostu.

## Objevení
Fosilie druhu byly objeveny v Mammoth Cave v Západní Austrálii. Většina kostí obratlů a lebky zcela chybí, takže umístění Z. hacketti do rodu Zaglossus je nejisté. Některé fosilie nesou stopy šrámů a popálenin, což naznačuje, že Z. hacketti byl alespoň zčásti loven lidmi. Domorodé skalní umění nalezené v Arnhemské zemi na severním území může také zobrazovat Z. hacketti.